# Собор Святейшего Сердца Иисуса (Камлупс)
Собор Святейшего Сердца Иисуса  (англ. Sacred Heart Cathedral) — католическая церковь, находящаяся в городе Камлупс, провинция Британская Колумбия, Канада. Церковь Святейшего Сердца Иисуса является кафедральным собором епархии Камлупса.

## История

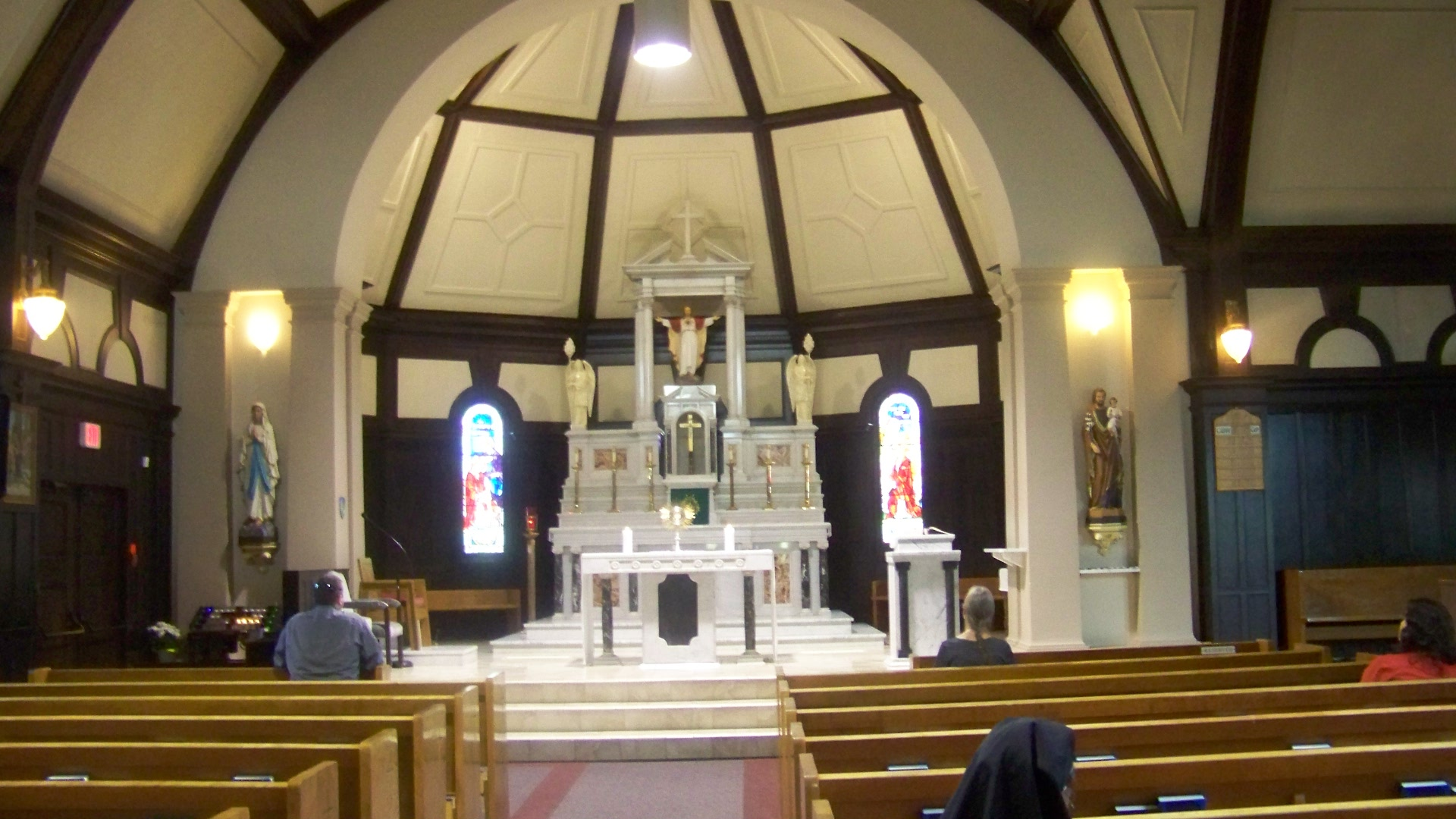
Интерьер здания

В 1876 году в Камлупсе была основана католическая миссия. Первая деревянная церковь Святейшего Сердца Иисуса в Камлупсе была построена в 1887 году католическими миссионерами. Этот храм находился на углу современных улиц Баттл-Стрит (Battle Street) и 2 авеню. В 1919 году деревянная церковь полностью сгорела. В 1921 году был построен новый каменный храм в романском стиле на углу улицы святого Николая и 3 авеню.
В 1945 году Святой Престол учредил епархию Камлупса и церковь Святейшего Сердца Иисуса приобрела статус кафедрального собора.